# Arkitektur- och designmuseum
Arkitektur- och designmuseum (finska: Arkkitehtuuri- ja designmuseo) är ett planerat museum strax söder om Olympiaterminalen i Södra hamnen i Helsingfors, i stadsdelen Eira.Konceptplanen för projektet, som beställts av Finlands undervisnings- och kulturministerium och Helsingfors stad, som båda i detta projekt samarbetar med Designmuseet och Finlands arkitekturmuseum offentligtgjordes den 28 mars 2019. Konceptplanen är framtagen av verkställande direktören Tuomas Auvinen (sedan den 11 mars 2019 dekanus för Högskolan för konst, design och arkitektur), projektgruppens ledare, seniorexperten Outi Kuittinen och museiexperten Ulla Teräs.
Om projektet genomförs, innebär det att Finlands arkitekturmuseum och Designmuseet slås ihop.För genomförandet av projektet föreslås, att man bildar en ny stiftelse, som sammanslås med stiftelserna bakom de idag befintliga museerna Finlands arkitekturmuseum och Designmuseet. Det föreslås vidare, att man grundar ett företag, som ska driva museet.
Det nya museet är tänkt att byggas i Södra hamnen på en tomt, som var ett av lokaliseringsalternativen för det tidigare projektekterade Guggenheimmuseet.
Det krävs fortsatta utredningar om bland annat finansiering, administration och kraven beträffande lokalerna innan projektet kan avancera.
Beroende på resultatet av de fortsatta utredningarna kommer Helsingfors stad att förbereda en koncept- och genomförandetävling, som inleds tidigast i början av år 2020.